# Lista över offentlig konst i Östersunds kommun
Lista över offentlig konst i Östersunds kommun är en ofullständig förteckning över främst utomhusplacerad offentlig konst i Östersunds kommun. 
| Titel                                    | Konstnär(er)               | Årtal | Beskrivning | Typ - material                                                            | Stadsdel/ort | Plats Koordinater                                                                                                 | ID          | Bild                                                             |
| ---------------------------------------- | -------------------------- | ----- | ----------- | ------------------------------------------------------------------------- | ------------ | --- | ----------- | ---------------------------------------------------------------- |
| Afrodite                                 | Olof Ahlberg               | 1952  |             | Fontänskulptur - Brons                                                    |              | Rådhusgatan mellan Rådhuset och länsbiblioteket. 63.17723, 14.64112                                               | k2380/001   |                                                                  |
| Akka                                     | Sune Overud                | 1975  |             | Lekskulptur - Trä                                                         |              | Körfältsvägen 1 63.17646, 14.68705                                                                                | k2380/002   |                                                                  |
| Alla samlade visdomsord                  | Cathrine Johansson         | 2009  |             | Ljuslåda - Plåt, trä och elektricitet                                     |              | Äldreboende i Torvalla, Fältvägen 1 63.14234, 14.75665                                                            | k2380/003   |                                                                  |
| Arsenik och gamla spetsar                | Anita Persson              | 1978  |             | Väv - Textil                                                              |              | Storsjöteaterns nedre foajé (inomhus) 63.17962, 14.63547                                                          | k2380/004   | Det är troligen inte ok att ladda upp en bild av detta konstverk |
| A till Ö                                 | Urban Norman               | 1991  |             | Skulptur - Trä och Betong                                                 |              | Fagervallskolan 63.16643, 14.65531                                                                                | k2380/005   |                                                                  |
| Badflickan                               | Emil Näsvall               | 1950  |             | Bronsskulptur - Brons                                                     |              | Utanför Storsjöbadets entré 63.16071, 14.67398                                                                    | k2380/006   |                                                                  |
| Barn och natur                           | Rolf Karbelius             | 1981  |             | Olja på Duk - Duk                                                         |              | Brunflo hälsocentral, Ängevägen, Brunflo 63.08225, 14.83314                                                       | k2380/007   |                                                                  |
| Beatrice                                 | Olof Ahlberg               | 1943  |             | Skulptur - Gips                                                           |              | Storsjöteatern 63.17961, 14.63548                                                                                 | k2380/008   |                                                                  |
| Bitar ur livet                           | Maria Bernholm             | 2009  |             | Måleri - Träskivor och akrylfärg                                          |              | Äldreboende i Torvalla 63.14224, 14.75818                                                                         | k2380/009   |                                                                  |
| Björnhona med ungar                      | Domenico Inganni           | 1979  |             | Skulptur - Konststen                                                      |              | Valla centrum 63.16862, 14.56504                                                                                  | k2380/010   |                                                                  |
| Blommor                                  | Nils Kristoffersson        | 1959  |             | Trärelief i päronträ - Trä                                                |              | Länsbiblioteket, Rådhusgatan 25-27 63.17659, 14.64141                                                             | k2380/011   |                                                                  |
| Blommor                                  | Anita Persson              | 1977  |             | Väv - Väv                                                                 |              | Församlingsgården Rådhusgatan 45 63.1713, 14.64255                                                                | k2380/012   |                                                                  |
| Blå porten                               | Lillemor Petersson         | 1994  |             | Skulptur - Betong                                                         |              | Konstgömman, Torvalla 63.14713, 14.76131                                                                          | k2380/013   |                                                                  |
| Bufaela                                  | Ingebrog Strangell         | 1986  |             | Utsmyckning - Betong-sgrafitto                                            |              | Bussgatan under fäbodleden 63.15598, 14.73277                                                                     | k2380/014   |                                                                  |
| Carl Lignell                             | Olof Ahlberg               | 1915  |             | Porträttbyst - Röd Ragunda Granit.                                        |              | Utanför Länsmuseet 63.18659, 14.63751                                                                             | k2380/015   |                                                                  |
| Clinch                                   | Jörgen Stening             | 1986  |             | Skulptur - Glasfiber och jelcoat.                                         |              | Torvalla centrum, vid dammen. 63.15754, 14.74189                                                                  | k2380/016   |                                                                  |
| Dagg och evighet                         | Lars-Olof Loeld            | 2001  |             | Skulptur - Diabas och Brons                                               |              | Torget vid Campus, Biblioteksgatan 63.17692, 14.64889                                                             | k2380/017   |                                                                  |
| Den gyllene fjädern                      | Carl-Olof Tronje           | 1985  |             | Relief - Trä                                                              |              | Hälsocentralen i Torvalla 63.15775, 14.74372                                                                      | k2380/018   |                                                                  |
| Dimman                                   | Stig Blomberg              | 1974  |             | Fontänskulptur - Brons                                                    |              | Körfältets centrum 63.17675, 14.67409                                                                             | k2380/020   |                                                                  |
| Djurkretsens stjärnbilder och runraden   | Olof Iwald Brita Iwald     | 1968  |             | Utsmyckning - Järnplåt, Eternit och Målning                               |              | Bangårdsgatan 54 och 56 63.16065, 14.65777                                                                        | k2380/021   |                                                                  |
| Draklek                                  | Ingela Palmertz            | 2009  |             | Relief - Lackerad plåt                                                    |              | Förskolan Stadsdel norr, Armégränd 63.1846, 14.64564                                                              | k2380/022   |                                                                  |
| Dricksfontän                             | Gabriella Önstad           | 1964  |             | Väggrelief med fontän - Stengods, kakel                                   |              | Apoteket på Prästgatan 51 63.17497, 14.63757                                                                      | k2380/023   |                                                                  |
| Ej beslutad titel på verket              | EKTA                       | 2011  |             | Måleri - Målad MDF-board                                                  |              | Sollidens förskola 63.18387, 14.67091                                                                             | k2380/024   |                                                                  |
| Fabeldjur                                | Måd Demår                  | 2009  |             | Skulptur - Marmor                                                         |              | Förskolan Stadsdel norr, Armégränd 63.1846, 14.64564                                                              | k2380/025   |                                                                  |
| Far och son                              | Olof Ahlberg               | 1917  |             | Bronsskulptur - Brons                                                     |              | Badhusparken, Strandgatan 63.17914, 14.62988                                                                      | k2380/026   | Far och son                                                      |
| Fina fisken                              | Sune Overud                | 1986  |             | Trärelief - Målat trä                                                     |              | Gångtunneln under Storfjällvägen 63.14998, 14.71498                                                               | k2380/027   |                                                                  |
| Fjäril                                   | Cathrine Johansson         | 1999  |             | Skulptur - Lackerad, laserskuren järnplåt                                 |              | Valla äldreboende, Önevägen, Frösön 63.16898, 14.57064                                                            | k2380/028   |                                                                  |
| Flaggspel                                | Sune Overud                | 1986  |             | Skulptur - Rostfritt stål                                                 |              | Storfjällsvägen 63.14873, 14.72588                                                                                | k2380/029   |                                                                  |
| Flex fluxus                              | Erik Rören                 | 2008  |             | Tegelmur - Tegel och skiffer                                              |              | Piren vid sjötorget, Strandgatan 63.17616, 14.63087                                                               | k2380/030   |                                                                  |
| Flugornas irrfärd                        | Cathrine Johansson         | 1999  |             | Bearbetad järnplåt - Järnplåt                                             |              | Valla äldreboende, Önevägen, Frösön 63.16903, 14.57027                                                            | k2380/031   |                                                                  |
| Flygande matta                           | Markus Lantto              | 2007  |             | Skulptur - Högblankt rostfritt stål                                       |              | Vid Ingången till Treälvens förskola, Lit. 63.31885, 14.84944                                                     | k2380/032   |                                                                  |
| Flygare                                  | Mats de Wahl               | 1984  |             | Skulptur - Trä                                                            |              | Österängsskolans ljushall, Rådhusgatan 72 63.17069, 14.64125                                                      | k2380/033   |                                                                  |
| Flykt                                    | Sune Overud                | 1996  |             | Relief / väggmålning - Färg och trä                                       |              | Sporthallen, Samuel Permans Gata 14 63.17902, 14.64357                                                            | k2380/034   |                                                                  |
| Flätade visioner                         | Åsa Maria Hedberg          | 2009  |             | Skulptur - Keramik                                                        |              | Folkhälsoinstitutet, Akademigatan 63.17706, 14.65287                                                              | k2380/035   |                                                                  |
| Fred                                     | Torsten Fridh              | 1982  |             | Relief - Trä                                                              |              | ATS, Campusvägen 63.1785, 14.6609                                                                                 | k2380/036   |                                                                  |
| Freja                                    | Maria Bernholm             | 1987  |             | Skulptur - Modellerad i lera och gjuten i brons.                          |              | Torget, vid fjällängsskolan. Storfjällvägen 63.14971, 14.72505                                                    | k2380/037   |                                                                  |
| Från Smygehuk till Svalbard              | Kaj "på höjda" Persson     | 1986  |             | Väggmålning och Fondmålning                                               |              | Biologiska museet i tropikhuset, Bergsgatan 111 (inomhus) 63.19354, 14.58042                                      | k2380/038   | Det är troligen inte ok att ladda upp en bild av detta konstverk |
| Frön                                     | Annika Oskarsson           | 2010  |             | Hängande skulptur - Plexiglas                                             |              | Lövsta förskola, Frösön 63.17708, 14.58532                                                                        | k2380/039   |                                                                  |
| Fyra bildsviter                          | Arne Isacsson              | 1985  |             | Målningar - Trä                                                           |              | Odensalakyrkan 63.15823, 14.70814                                                                                 | k2380/040   |                                                                  |
| Fågel, fisk eller mittemellan            | Anna Erlandsson            | 2012  |             | Relief - Mosaik                                                           |              | 63.15365, 14.75829                                                                                                | k2380/041   |                                                                  |
| Fågel Fenix                              | Urban Norman               | 1983  |             | Relief i målad Plywood och skulpterat trä - Plywood & Trä                 |              | Hälsocentralen i Lit (inomhus) 63.31936, 14.84915                                                                 | k2380/042   | Det är troligen inte ok att ladda upp en bild av detta konstverk |
| Fönsterräcken                            | Martin Holmgren            | 1956  |             | Sex fönsterräcken - Järnsmide                                             |              | Österängsskolan, Rådhusgatan 66 63.17081, 14.64136                                                                | k2380/043   |                                                                  |
| Giftasträdet                             | Einar Hagnestad            | 1979  |             | Näverrelief - Näver                                                       |              | Folkets hus, Krondikesvägen 95 63.1616, 14.67392                                                                  | k2380/044   |                                                                  |
| Glasmosaik                               | Okänd                      | 1952  |             | Glasmosaik - färgat glas                                                  |              | Kastalskolan i Brunflo, Kyrkvägen 7 63.08413, 14.82452                                                            | k2380/045   |                                                                  |
| Grottdjur                                | Gudrun Pierre              | 1999  |             | Lekskulptur - Brons                                                       |              | Tandsby skola, Tandsbyn 63.00062, 14.7525                                                                         | k2380/046   |                                                                  |
| Halsbandet                               | Torsten Fridh              | 1961  |             | Skulptur - Brons                                                          |              | koordinater saknas                                                                                                | k2380/047   |                                                                  |
| Hantverksbrunnen                         | Torsten Fridh              | 1959  |             | Fontän - Koppar                                                           |              | Badhusparken 63.17946, 14.62832                                                                                   | k2380/048   |                                                                  |
| Happy memories                           | Ewa Carlsson               | 2012  |             | Väggfast bild - Fiberplatta med akrylmåleri och serigrafi                 |              | 63.15362, 14.75801                                                                                                | k2380/049   |                                                                  |
| Hel igen                                 | Okänd                      | 1989  |             | Relief - Stengods                                                         |              | Lasarettets vägg 63.18237, 14.63759                                                                               | k2380/050   |                                                                  |
| Herren är min herde                      | Anita Persson              | 1982  |             | Textil - Ullgarn, silke och lin                                           |              | Lugnvikskyrkan 63.20365, 14.63501                                                                                 | k2380/051   |                                                                  |
| Hjärtat av guld /Raketen                 | Anette Olsson              | 2005  |             | Skulptur - Rostfritt stål                                                 |              | Piren vid sjötorget, Strandgatan 63.17502, 14.63035                                                               | k2380/052   |                                                                  |
| Hjärtekrukan                             | Björn Dahlström            | 1998  |             | Kakelmosaik - Rakubränt kakel, saltglaserade krukor                       |              | Äldreboendet Ängegården i Brunflo, Ängevägen 15 63.08131, 14.83187                                                | k2380/053   |                                                                  |
| Horndjurens boplats                      | Björn Fjällström           | 1982  |             | Skulptur - Röd granit                                                     |              | Gården vid Teknikhuset ATS 63.17723, 14.65947                                                                     | k2380/054   |                                                                  |
| Hugin och Munin                          | Urban Norman               | 1986  |             | Vindflöjlar i trä cortenstål                                              |              | Placerad på jordkulle vid Fäbodleden 63.15396, 14.71908                                                           | k2380/055   |                                                                  |
| Hågkomster                               | Birgitta Zetterström       | 2012  |             | Uppdelad bildsvit - Foto och måleri på fiberplattor                       |              | Skogsbruksvägens äldreboende 63.15362, 14.75938                                                                   | k2380/056   |                                                                  |
| Häst som reser sig                       | Asmund Arle                | 1986  |             | Bronsskulptur - Brons                                                     |              | Torvalla centrum 63.15391, 14.75417                                                                               | k2380/058   |                                                                  |
| Hästsport                                | Torsten Fridh              | 1956  |             | Relief - Kalksten                                                         |              | Östersunds travbana, entrén 63.16377, 14.67151                                                                    | k2380/059   |                                                                  |
| Ikaros Svenssons återkomst               | Karl-Olov björk            | 1985  |             | Skulptur - Aluminiumplåt och Jelutongträ                                  |              | Torvallas högstadieskola 63.15701, 14.74816                                                                       | k2380/060   |                                                                  |
| Imagine a zebra                          | Odd Larsson                | 1995  |             | Grafik - Papper                                                           |              | Parkskolans uppehållsrum 63.17505, 14.65887                                                                       | k2380/061   |                                                                  |
| Inverterade relationer                   | John Wipp                  | 1986  |             | Relief - Trä                                                              |              | Matsalen, Torvallaskolan 63.15831, 14.74539                                                                       | k2380/062   |                                                                  |
| I pilens riktning                        | Aino Näslund               | 1986  |             | Miljögestaltning - Trä & lackerad aluminium                               |              | Torvalla ungdomsgård 63.15654, 14.74816                                                                           | k2380/063   |                                                                  |
| Jamtligrindar I                          | Carl Olov Orback           | 1957  |             | Järngrindar kopparrelief - Järn & koppar                                  |              | Jamtli 63.18743, 14.63646                                                                                         | k2380/064   |                                                                  |
| Jamtligrindar II                         | Carl Olov Orback           | 1955  |             | Grindar - Järn                                                            |              | Jamtli 63.18734, 14.63688                                                                                         | k2380/065   |                                                                  |
| Jasmin                                   | John-Erik Berg             | 1989  |             | Skulptur - Granit                                                         |              | Servicehus, Övre Solliden 63.18581, 14.67269                                                                      | k2380/066   |                                                                  |
| Jesu liknelser                           | Hilding Linnqvist          | 1940  |             | Altarmålning - Altarmålning                                               |              | Stora kyrkan, Odenslund-Odenskog 63.17057, 14.64263                                                               | k2380/067   |                                                                  |
| Joy                                      | Lennart Jonason            | 1983  |             | Målad betongrelief - Betong                                               |              | Östra Entrén, ATS 63.17865, 14.65763                                                                              | k2380/068   |                                                                  |
| Justitia                                 | Knut Anderson              | 1939  |             | Bronsskulptur - Brons                                                     |              | Gamla tingshuset, Rådhusgatan 40 63.17963, 14.63972                                                               | k2380/069   |                                                                  |
| Jämtbonden                               | Sven Boberg                | 1919  |             | Skulptur - Granit                                                         |              | Jamtli 63.18788, 14.63555                                                                                         | k2380/070   | Ladda upp en bild av detta konstverk                             |
| Jämtlandsbonad I & II                    | Ingrid Höglund             | 2009  |             | Relief - Aluminium                                                        |              | Äldreboendet vid Fältvägen 1 i Torvalla, orange avdelning 63.1423, 14.75814                                       | k2380/071   |                                                                  |
| Kakelfris                                | Gunhild Åkerblom           | 2000  |             | Kakelfris - Kakel                                                         |              | Lasarettets entré 63.18248, 14.63596                                                                              | k2380/072   |                                                                  |
| Kedjetavla                               | Oscar Reutersvärd          | 1959  |             | Relief/skulptur - Järnsmide                                               |              | Wargentinskolan, Rådhusgatan 19 63.17866, 14.6415                                                                 | k2380/073   |                                                                  |
| Kronjuvelen                              | Marina Jonsson             | 2008  |             | Barnbassäng - Mixed media                                                 |              | Stosjöbadet, Krondikesvägen 99 63.16059, 14.67383                                                                 | k2380/074   |                                                                  |
| Kören                                    | Thomas Qvarsebo            | 1986  |             | Skulptur - Brons                                                          |              | Stortorget 63.17931, 14.63523                                                                                     | k2380/075   |                                                                  |
| Living together                          | Elisabeth Henriksson       | 2011  |             | Glasvägg och belysning - glas                                             |              | Certus, vid matsalen 63.17687, 14.65973                                                                           | k2380/076   |                                                                  |
| Ljusraketen                              | Anette Olsson              | 2007  |             | Skulptur - Rostfritt stål                                                 |              | Sjötorget, piren 63.17481, 14.62978                                                                               | k2380/077   |                                                                  |
| Lockne kyrka                             | Olof Ahlberg               | 1952  |             | Fristående stenrelief - Kalksten                                          |              | Lockne Kyrka 63.03667, 14.81268                                                                                   | k2380/078   |                                                                  |
| Längtan                                  | Ingeborg Strangell         | 1977  |             | Muralt måleri - Puts                                                      |              | Stortorget 63.17952, 14.63547                                                                                     | k2380/079   |                                                                  |
| Majblomma                                | Mari Vedin Laaksonen       | 2008  |             | Lekskulptur - Betong                                                      |              | Marieby förskola 63.12244, 14.70741                                                                               | k2380/080   |                                                                  |
| Match                                    | Hans Kvam                  | 1996  |             | Bildserie - Plastfilm                                                     |              | Sporthallen, personalmatsalen. 63.17911, 14.64432                                                                 | k2380/081   |                                                                  |
| Matta nr 51, 52 och 77                   | Ollio                      | 2009  |             | Tuftad matta - Textil                                                     |              | Brittsbo LSS-boende 63.2176, 14.6181                                                                              | k2380/082   |                                                                  |
| Moderslycka                              | Olof Ahlberg               | 1935  |             | Skulptur. - Gips                                                          |              | Storsjöteatern. 63.17969, 14.63548                                                                                | k2380/083   |                                                                  |
| Moder Svea                               | Karl-Olov Björk            | 1983  |             | Relief - Trä målad med oljefärg                                           |              | Trapphuset i A 4:s restaurang. Biblioteksgatan (inomhus) 63.17779, 14.65276                                       | k2380/084   | Det är troligen inte ok att ladda upp en bild av detta konstverk |
| Mor och barn                             | Olof Ahlberg               | 1943  |             | Relief - Röd granit                                                       |              | Lasarettet vid ingången till förlossningsavdelningen. 63.18225, 14.63536                                          | k2380/085   |                                                                  |
| Mosaik                                   | okänd                      | 1952  |             | Glasmosaik - färgat glas                                                  |              | Kastalskolan i Brunflo, Kyrkvägen 7 63.08405, 14.82439                                                            | k2380/086   |                                                                  |
| Motstånd                                 | Carl Rothlin               | 1984  |             | Relief - Betong                                                           |              | Entrén till tidigare förläggningsbyggnad. Campusvägen 63.17885, 14.65774                                          | k2380/087   |                                                                  |
| Muren                                    | Björn Fjellström           | 1986  |             | Skulptur - Svart putsad betong i kombination med rostfritt polerat stål   |              | Mimervägen, vid Skogsbruksvägen 63.15436, 14.75007                                                                | k2380/088   |                                                                  |
| Månstenar                                | Odd Larsson                | 1986  |             | Väggmålning - Vägg                                                        |              | Entrén till Lasarettet. Verket har nu flyttats p.g.a. ombyggnation av sjukhusets entré. 63.1824, 14.6381          | k2380/089   |                                                                  |
| Naturens ordning och oreda               | Nilla Enerot               | 2005  |             | Väggskulptur - Glas                                                       |              | Rådhusets entré 63.17733, 14.64175                                                                                | k2380/090   |                                                                  |
| Nordsvensk med hovslagare                | Madeleine Heldorsson       | 1985  |             | Skulptur/relief - Rödgrå smålandsgranit                                   |              | Kyrkgatan 47 63.17512, 14.63926                                                                                   | k2380/091   |                                                                  |
| Nästan som hemma, sa P B                 | Monika Nilsson             | 2009  |             | Väggrelief - textil                                                       |              | Torvalla äldreboende, Fältvägen 1 63.14234, 14.75665                                                              | k2380/092   |                                                                  |
| Om jag blundar så minns jag..            | Aino Näslund               | 2010  |             | Emaljbilder och storbildsgrafik - Emaljerad stålplåt samt tryck på papper |              | Södra strands korttidsboende, Frösön 63.17458, 14.61064                                                           | k2380/093   |                                                                  |
| Ormen                                    | Sune Overud                | 1995  |             | Lekskulptur - Trä                                                         |              | Fagervallskolan 63.16648, 14.65496                                                                                | k2380/094   |                                                                  |
| Paket i långa banor                      | Lennart Rodhe              | 1949  |             | Väggmålning - Glaserat tegel                                              |              | Rådhusgatan 56 63.17399, 14.64048                                                                                 | k2380/095   |                                                                  |
| Pehr Wargentin                           | Olof Ahlberg               | 1930  |             | Porträttbyst - Brons                                                      |              | Wargentinskolans gård 63.17831, 14.64121                                                                          | k2380/096   |                                                                  |
| Pilgrimsfärder                           | Ebba Vadsten               | 1946  |             | Al fresco - Puts                                                          |              | Wargentinskolan, Rådhusgatan 19 63.17866, 14.6415                                                                 | k2380/097   |                                                                  |
| Pingvinpolare                            | Eva Fornåå                 | 2010  |             | Skulptur - Brons                                                          |              | Lövsta förskola, Frösön 63.17392, 14.58991                                                                        | k2380/098   |                                                                  |
| Pinnstolen                               | Markus Lantto              | 2005  |             | Skulptur - Lärkträ                                                        |              | Vid Stortorgets nordöstra hörn, invid Handelsbanken. 63.17892, 14.63643                                           | k2380/099   |                                                                  |
| Pojke med kruka                          | David Wretling             | 1951  |             | Fontänskulptur - Brons                                                    |              | Kyrkparken, Kyrkgatan 63.1788, 14.63869                                                                           | k2380/100   |                                                                  |
| Portalutsmyckning                        | Gustaf Sanberg             | 1928  |             | Relief - Röd brunflokalksten                                              |              | Storgatan 36 63.17808, 14.63513                                                                                   | k2380/101   |                                                                  |
| Pymfoni för stolar och bord              | Lars Oluf Kolsrud          | 1990  |             | väggmålningar - Trä och akryl                                             |              | Gamla tingshuset, en sportfri mötesplats för kultur 63.17962, 14.63935                                            | k2380/102   |                                                                  |
| Regnbågen                                | Sune Overud                | 1986  |             | Relief, skulptur - Målat trä                                              |              | Torvalla, gångtunnel under Storfjällvägen 63.14846, 14.71853                                                      | k2380/103   |                                                                  |
| Resan till landet bortom                 | Emma Jönsson               | 2012  |             | Textil                                                                    |              | Skogsbruksvägens äldreboende, orange avd 63.15362, 14.75887                                                       | k2380/104   |                                                                  |
| Reseberättelse                           | Stig Pettersson            | 1996  |             | Träkonstruktion - Trä och akryl                                           |              | Bussterminalen 63.17586, 14.63917                                                                                 | k2380/105   |                                                                  |
| Revelj eller i huvudet på en värnpliktig | Hans Karlewski             | 1983  |             | Relief i trä, målad med oljefärg - Trä                                    |              | Entrén till Försäkringskassan; tidigare Arméns Tekniska Skola 63.17865, 14.6608                                   | k2380/106   |                                                                  |
| Ripor                                    | Karin Björkquist           | 1962  |             | Väggrelief - Glaserat stengods                                            |              | uppgången till frisören i Domusvaruhuset 63.1757, 14.63864                                                        | k2380/107   |                                                                  |
| Röda kors                                | Anders Örnberg             | 1987  |             | Väggrelief - Trä                                                          |              | 63.18221, 14.63576                                                                                                | k2380/108   |                                                                  |
| Seven waters                             | Gunilla Leander            | 2008  |             | Videokonstverk - Filmat material, elektronik                              |              | Storsjöbadet 63.16101, 14.67429                                                                                   | k2380/109   |                                                                  |
| Sigyn                                    | Okänd                      | 1940  |             | Bronsskulptur - Brons                                                     |              | Länsbibliotekets ljusgård, Rådhusgatan 25 63.1764, 14.64142                                                       | k2380/110   |                                                                  |
| Sjunken tärning                          | Torsten Renqvist           | 1968  |             | Skulptur - Brons                                                          |              | Utanför ingången till biblioteket, Rådhusgatan 27 63.17617, 14.64115                                              | k2380/111   |                                                                  |
| Varning, Farled, Spaning                 | Carl-Olof Tronje           | 2008  |             | Mixed media - Trä, bläck, lack                                            |              | Storsjöbadet, Krondikesvägen 99 63.16052, 14.67383                                                                | k2380/112   |                                                                  |
| Skogsdunge                               | Sune Overud                | 1982  |             | Skulpturerad grind i björk - Björk                                        |              | Länsbiblioteket, Rådhusgatan 25-27. 63.1764, 14.64142                                                             | k2380/113   |                                                                  |
| Skolflickor                              | Emil Näsvall               | 1952  |             | Relief - Stengöt                                                          |              | Kastalskolan i Brunflo 63.08404, 14.82459                                                                         | k2380/114   |                                                                  |
| Skridskoåkaren                           | Thomas Qvarsebo            | 1984  |             | Skulptur - Brons                                                          |              | Entrén till Fyrvallaområdet, Genvägen 35 63.1782, 14.65559                                                        | k2380/115   |                                                                  |
| Skuggor på vitt                          | Okänd                      | 1976  |             | Relief i Marmorbetong - Marmorbetong                                      |              | Odensala Hälsocentral, entrén 63.15773, 14.70956                                                                  | k2380/116   |                                                                  |
| Skulpturgrupp                            | Klara Kristalova           | 2004  |             | Skulptur - Brons, stål, lackfärg                                          |              | Campus, Biblioteksgatan 63.17771, 14.64915                                                                        | k2380/117   |                                                                  |
| Sky Park                                 | Gunilla Bandolin           | 1886  |             | Landart - Jord, fältsten, gräs.                                           |              | Bakom Mimergården mellan kv. Yllemattan och kv. Flossamattan, 63.15536, 14.75655                                  | k2380/118   |                                                                  |
| Sköna hem                                | Ilona Benczedi             | 2008  |             | Relief - Keramik                                                          |              | Rådmansgatan äldreboende 63.18419, 14.61334                                                                       | k2380/119   |                                                                  |
| Sleipnir                                 | Okänd                      | 1976  |             | Leksulptur - Limträ                                                       |              | Slåttervägen, Odensala 63.15554, 14.68351                                                                         | k2380/120   |                                                                  |
| Soffgruppen Rockgruppen                  | Aino Näslund               | 1990  |             | Emalj - Emalj                                                             |              | Gamla tingshuset i Östersund. 63.17945, 14.63971                                                                  | k2380/121   |                                                                  |
| Solhjul                                  | Lillemor Petersson         | 1994  |             | Skulptur - Tegel och skiffer                                              |              | Konstgömman, Torvalla 63.14821, 14.76144                                                                          | k2380/122   |                                                                  |
| Solur                                    | Karin Bernholm             | 1988  |             | Skulptur - Gjuten i betong. Ytskikt av Vaskolit.                          |              | Torvalla Torg 63.15825, 14.74307                                                                                  | k2380/123   |                                                                  |
| Sommar                                   | Arne Boman                 | 1954  |             | Muralmålning                                                              |              | Kastalskolans matsal i Brunflo. Kyrkvägen, Brunflo 63.08365, 14.82469                                             | k2380/124   |                                                                  |
| Sommaren                                 | Olof Ahlberg               | 1932  |             | Gipsreliefer - Gips                                                       |              | Rådhuset. Rådhusgatan 19 63.17758, 14.64142                                                                       | k2380/125   |                                                                  |
| Sommarkväll 1955 & 1975                  | Staffan Schönberg          | 2009  |             | Måleri - Olja på duk                                                      |              | Äldreboende i Torvalla, Östersund 63.14228, 14.75809                                                              | k2380/126   |                                                                  |
| Sommarlandskap                           | Lars Nylund                | 1987  |             | Väggmålning - Akrylfärg                                                   |              | Östersunds Sjukhus, Kulverten 63.18276, 14.63572                                                                  | k2380/127   |                                                                  |
| Sorg                                     | Olof Ahlberg               | 1909  |             | Skulptur - Gråvit marmor                                                  |              | Storsjöteaterns foajé. Stortorget 63.17964, 14.63565                                                              | k2380/128   |                                                                  |
| Sparslanten                              | Brita Lenander- Karlestedt | 1957  |             | Glaserad keramik - Keramik, kakel                                         |              | Nordeas bankkontor. Storgatan, Staden 63.17727, 14.6351                                                           | k2380/129   |                                                                  |
| Spel med kuliser                         | Odd Larsson                | 1983  |             | Akrylmåleri och trärelief - Trä och akrylfärg                             |              | Häradsgårdens äldreboende i Lit (inomhus) 63.31872, 14.85408                                                      | k2380/130   | Det är troligen inte ok att ladda upp en bild av detta konstverk |
| Sprattel                                 | Torsten Fridh              | 1956  |             | Skulptur - Brons                                                          |              | Södra strands korttidsboende, Frösön 63.17444, 14.61034                                                           | k2380/131   |                                                                  |
| Stadens födelse                          | Göte Henix                 | 1933  |             | Muralmålning                                                              |              | Rådhusets övre trapphall. Rådhusgatan 21 63.17761, 14.64152                                                       | k2380/132   |                                                                  |
| Stigen                                   | Lillemor Petersson         | 1994  |             | Stensatt gång - Sten                                                      |              | Konstgömman vid Vetevägen i Torvalla 63.14848, 14.76161                                                           | k2380/133   |                                                                  |
| Stolen                                   | Markus Lantto              | 2005  |             | Skulptur - Trä                                                            |              | Stortorgets övre södra hörn. 63.17887, 14.63664                                                                   | k2380/134   |                                                                  |
| Storsjöodjuret                           | Einar Hagnestad            | 1984  |             | Lekskulptur - Trä                                                         |              | Badhusparken. Strandgatan 63.1792, 14.62992                                                                       | k2380/135   | Storsjöodjuret                                                   |
| Stridande rentjur                        | Nils Möllberg              | 1957  |             | Bronsskulptur - Brons                                                     |              | Odensängsparken, Brunflovägen 48 63.16664, 14.65625                                                               | k2380/136   |                                                                  |
| Svarta fåglar                            | Nanny Nilsson              | 1973  |             | Oljemålning - juteväv                                                     |              | Entrén till Östersunds Rådhus. Rådhusgatan 25 63.17704, 14.64155                                                  | k2380/137   |                                                                  |
| Swirfel                                  | Pierre Olofsson            | 1991  |             | Skulptur - Stål                                                           |              | Vid infart till Lasarettets parkering 63.18349, 14.63733                                                          | k2380/138   |                                                                  |
| Sagan om de gröna hästarna               | Odd Larsson                | 1986  |             | Relief - Trä och akrylfärg                                                |              | Vård och omsorgsförvaltningens administration i Torvalla 63.15788, 14.74406                                       | k2380/139   |                                                                  |
| Telepussel                               | Olle Adrin                 | 1968  |             | Fasadutsmyckning - Målad aluminium och plast med elektronik.              |              | Telias fastighet. Kyrkgatan 62 63.17645, 14.63864                                                                 | k2380/140   |                                                                  |
| Titel okänd                              | Mari Vedin Laaksonen       | 1997  |             | Måleri på plexiglas samt linoleumsnitt - Plexiglas                        |              | Arbetsförmedlingen. Storgatan 46 63.17568, 14.63536                                                               | k2380/141   |                                                                  |
| Titel okänd                              | Stig Bahlenberg            |       |             | Måleri - Akrylfärg på betongyta                                           |              | Treälvskolans sporthall. Lit 63.31847, 14.85249                                                                   | k2380/142   |                                                                  |
| Verkets titel är ännu ej bestämd         | EKTA                       | 2011  |             | Skulptur - Gjuten betongform (målad)                                      |              | Sollidens förskola 63.18372, 14.67179                                                                             | k2380/143   |                                                                  |
| Toner                                    | Sune Overud                | 1996  |             | Relief / väggmålning - Färg och trä                                       |              | Sporthallen. Samuel Permans gata 15, Staden 63.17907, 14.64365                                                    | k2380/144   |                                                                  |
| Tors hammare                             | Bengt Lindström            | 1980  |             | Skulptur - Betong och bil                                                 |              | Odenskogs industriområde, Fagerbacken 63.16989, 14.67913                                                          | k2380/145   |                                                                  |
| Torsviggen                               | Okänd                      | 1986  |             | Skulptur - Offerdalsskiffer                                               |              | Ängsmogården, Torvalla, Östersund 63.14166, 14.76045                                                              | k2380/146   |                                                                  |
| Traktatutväxling                         | Ragnar Godin               | 1945  |             | Oljemålning                                                               |              | Storsjöteatern i Fredssalen, Stortorget, Staden (inomhus) 63.1792, 14.63589                                       | k2380/147   | Det är troligen inte ok att ladda upp en bild av detta konstverk |
| Trall & tuva                             | Björn Dahlström            | 2001  |             | Trädgårdskonst - Trä                                                      |              | Östersunds sjukhus 63.18251, 14.63604                                                                             | k2380/148   |                                                                  |
| Tropik                                   | Berta Hansson              | 1955  |             | Gobeläng - Textil, ull                                                    |              | Länsstyrelsens entré, Köpmangatan 21 63.18008, 14.63446                                                           | k2380/149   |                                                                  |
| Träd                                     | Anders Vardam              | 2001  |             | Relief - Trä och färg                                                     |              | Arbetsförmedlingen, Storgatan 63.17569, 14.63533                                                                  | k2380/150   |                                                                  |
| Trädstammar och inland - kustland        | Arne Isacsson              | 1981  |             | Akvarell - Akvareller                                                     |              | Militärrestaurangen på A 4. Biblioteksgatan 63.17791, 14.6525                                                     | k2380/151   |                                                                  |
| Tyngdlyftaren                            | Erik Höglund               | 1974  |             | Skulptur - Brons                                                          |              | Intill trappan som leder upp till sporthallen från Wargentinsskolans äldre del. Rådhusgatan 19 63.17865, 14.64314 | k2380/152   |                                                                  |
| Tåg                                      | Anders Suneson             | 2009  |             | Väggskulptur - Trä och akryl.                                             |              | Förskolan Skogsgården. Torvalla 63.15166, 14.75674                                                                | k2380/153   |                                                                  |
| Under ett träd                           | Eva Fornåå                 | 2011  |             | Skulptur - Brons                                                          |              | Akutmottagningen, Östersunds sjukhus 63.18225, 14.63566                                                           | k2380/154   |                                                                  |
| Ung flicka                               | Torsten Fridh              | 1972  |             | Skulptur - Sjödränkt ek                                                   |              | Entrén till Rådmansgatans äldreboende. Rådmansgatan, Frösön 63.18493, 14.61483                                    | k2380/155   |                                                                  |
| Uppbrottet                               | Olle Festin                | 1983  |             | Relief - Järnplåt                                                         |              | Bussterminalen på Gustav III:s torg 63.17636, 14.63742                                                            | k2380/156   |                                                                  |
| Upp i luften                             | Eva Berggren               | 1985  |             | Skulptur - Brons                                                          |              | Fjällängsskolan 63.14994, 14.72651                                                                                | k2380/157   |                                                                  |
| Replik                                   | Ingrid Höglund             | 2001  |             | Väggrelief - Metall                                                       |              | Wargentinskolan. Regementsgatan 22 63.17862, 14.64509                                                             | k2380/158   |                                                                  |
| Titel okänd                              | Bertil Vallien             |       |             | Skulptur - Keramik                                                        |              | Wargentinskolan. Rådhusgatan 19 63.17866, 14.6415                                                                 | k2380/159   |                                                                  |
| Varglycka                                | Sune Overud                | 1996  |             | Relief - Trä + färg                                                       |              | Sporthallen, Östersund 63.17752, 14.64411                                                                         | k2380/160   |                                                                  |
| Vattendjur                               | Britt Hillbom              | 2007  |             | Emalj, 10 st - Emalj                                                      |              | I Brunflo badhus, barnavdelning. Åkrevägen 2 63.08454, 14.82739                                                   | k2380/161   |                                                                  |
| Venedighästen                            | Okänd                      |       |             | Skulptur - Skulptur i patinerad brons . Sockel i balksten                 |              | Fäboleden / Gamla E14 63.15149, 14.70591                                                                          | k2380/162   |                                                                  |
| Where my home is                         | Kristina Wrang             | 2009  |             | Väggbild - Plexiglas och färg                                             |              | Äldreboende på Fältvägen 1, Torvalla 63.14234, 14.75665                                                           | k2380/163   |                                                                  |
| Willhelm Peterson Berger                 | Olof Ahlberg               |       |             | Bronsbyst                                                                 |              | Sommarhagen på Frösön. 63.17505, 14.59673                                                                         | k2380/164   |                                                                  |
| Vind                                     | Stig Bahlenberg            | 1986  |             | textil - segelduk                                                         |              | Storsjöbadet. Krondikesvägen 99 63.16052, 14.67358                                                                | k2380/165   |                                                                  |
| Vindspejare                              | Sune Overud                | 1991  |             | Skulptur - Trä                                                            |              | Sjötorget 63.17657, 14.63125                                                                                      | k2380/166   |                                                                  |
| Vitt rår                                 | Gert Marcus                | 1983  |             | Skulptur i betong och marmor - Betong och Marmor                          |              | Entréhallen i Tingshuset, Storgatan 6. 63.18112, 14.63377                                                         | k2380/167   |                                                                  |
| Vågen                                    | Carl-Olof Tronje           | 2008  |             | Uppdelad bild - Målad och vaxad marinplywood                              |              | Brunflo badhus. Kyrkvägen 63.08444, 14.82789                                                                      | k2380/168   |                                                                  |
| Vågen slår över                          | Elli Hemberg               | 1982  |             | Skulptur - Rostfritt stål                                                 |              | Skolhuset på ATS. Genvägen 63.17852, 14.65988                                                                     | k2380/169   |                                                                  |
| Vågspel                                  | Anita Persson              | 1976  |             | Väv - Väv                                                                 |              | Hälsocentralen i Odensala. Klövervägen 2 63.15774, 14.70976                                                       | k2380/170   |                                                                  |
| Våreld                                   | Sune Overud                | 1998  |             | Relief - Trä                                                              |              | Äldreboendet Ängegården. Ängevägen 19, Brunflo 63.08146, 14.83188                                                 | k2380/171   |                                                                  |
| Våren                                    | Olof Ahlberg               | 1932  |             | Gipsreliefer - Gips                                                       |              | Rådhuset. Rådhusgatan 23 63.17752, 14.64156                                                                       | k2380/172   |                                                                  |
| Vårsippor                                | Gabriella Önstad           | 1985  |             | Relief - Keramik                                                          |              | Torvallaskolan (vid ingången till matsalen) 63.15664, 14.74457                                                    | k2380/173   |                                                                  |
| Vädertempel                              | Mats Caldeborg             | 1986  |             | Skulptur - Sågat virke                                                    |              | Rotvägen, Östersund 63.15306, 14.74219                                                                            | k2380/174   |                                                                  |
| Väggmålning                              | Kåre Henriksson            | 2007  |             | Måleri - Akrylfärg                                                        |              | Vilorum på Treälvens föskola. Lit 63.3192, 14.84911                                                               | k2380/175   |                                                                  |
| Väggrelief på skolan i Ångsta            | Emil Näsvall               |       |             | Relief - Stengöt                                                          |              | Ångsta skola. Ångstavägen 10 63.03381, 14.81084                                                                   | k2380/176   |                                                                  |
| Väggrelief                               | Okänd                      |       |             | Relief - Stengöt                                                          |              | Rådhusgatan 63.16518, 14.65307                                                                                    | k2380/177   |                                                                  |
| Väggutsmyckning                          | Lena Andersson             | 1987  |             | Högrelief - Handglaserat kakel.                                           |              | Sporthallen i Brunflo. 63.08326, 14.82405                                                                         | k2380/178   |                                                                  |
| Vägskäl                                  | Anders Åberg               | 1989  |             | Måleri/relief - Trä                                                       |              | Wargentinskolan. Rådhusgatan 63.17867, 14.642                                                                     | k2380/179   |                                                                  |
| Väktare                                  | Gudrun Pierre              | 1986  |             | Skulptur - Keramik                                                        |              | Torvalla hälsocentral 63.15788, 14.74376                                                                          | k2380/180   |                                                                  |
| Årstider                                 | Katinka Andersson          | 2008  |             | Gestaltat foto - Foto på våtrumsmatta                                     |              | Lekhallen, Campus förskola. Stuguvägen 63.17526, 14.65105                                                         | k2380/181   |                                                                  |
| Årstid                                   | Aino Näslund               | 2008  |             | Emalj - Emalj på plåt                                                     |              | Campus förskolas entréer 63.17495, 14.65098                                                                       | k2380/182   |                                                                  |
| Älgen och kärleksgudinnan                | Karl-Olov Björk            |       |             | Skulptur - Amerikansk ek limmad, skruvat stål, armerad med syrafast stål  |              | Ängen vid Gåsenvägen 63.15172, 14.73226                                                                           | k2380/183   |                                                                  |
| Älvkorset                                | Lena Lervik                | 1987  |             | Skulptur - Brons                                                          |              | Torget i Lit 63.31727, 14.84596                                                                                   | k2380/184   |                                                                  |
| Ömhet                                    | John-Erik Berg             | 1990  |             | Skulptur - Granit                                                         |              | Utanför entrén till äldreboendet Ängegården i Brunflo 63.08124, 14.83167                                          | k2380/185   |                                                                  |
| Önskemadonnan                            | Lena Lervik                | 1982  |             | Keramikskulptur - Keramik                                                 |              | Entrén till Häradsgården 63.31846, 14.84989                                                                       | k2380/186   |                                                                  |
| Örtagården                               | Kerstin Bränngård          | 1977  |             | Glasmålning - Glas                                                        |              | Hälsocentralen i Odensala. Klövervägen 2 63.15782, 14.70959                                                       | k2380/187   |                                                                  |
| Glaserat kakel på vägg                   | Pia Nixholm                | 2002  |             | Glaserat kakel på vägg                                                    |              | Mitthögskolan Campus Östersund, foaljén i anslutning till hörsalen. Kunskapens Väg 8 koordinater saknas           | SKB/SKB-389 |                                                                  |